# Macomb (Michigan)
Macomb è un comune degli Stati Uniti d'America nella Contea di Macomb, nello Stato del Michigan.
Macomb è una township della parte settentrionale dell'area metropolitana di Detroit. I tre centri principali che la compongono (unincorporated communities) sono: Macomb, Waldenburg e Meade.